# Muiredach mac Eógain
Muiredach mac Eógain (... – 489 circa) è stato un re irlandese di Ailech e poi di Cenél nEógain, ramo degli Uí Néill del nord. Egli era figlio del fondatore della dinastia, Eógan mac Néill (morto nel 465).

## Biografia
Di lui non vi è alcuna menzione negli annali irlandesi ma il Laud Synchronisms gli attribuisce un regno di 24 anni come re di Ailech nel periodo 465–489. Egli sposò Erca, figlia di Loarn mac Eirc di Dál Riata che fu madre di suo figlio Muirchertach mac Muiredaig (morto nel 532), re supremo d'Irlanda, noto anche come Muirchertach mac Ercae e fondatore del ramo Cenél maic Ercae. Altri suoi figli furono: Feradach, fondatore del ramo Cenél Feradaig, Moen, fondatore del ramo Cenél Moen e Tigernach capostipite del ramo Cenel Tigernaig.